# Grande Intercâmbio Americano

Exemplos do intercâmbio da fauna no Plioceno. Verde: Animais Norte-americanos com ancestrais Sul-americanos. Azul: Animais Sul-americanos com ancestrais Norte-americanos

O Grande Intercâmbio Americano (GABI, do inglês "Great American Biotic Interchange") foi um importante evento paleozoogeográfico no qual a fauna terrestre e de água doce migrou da América do Norte através da América Central para a América do Sul e vice-versa, quando o Istmo do Panamá se formou e uniu os continentes antes separados. A migração atingiu seu ápice por volta de três milhões de anos (Ma) atrás, no Piacenziano, a primeira metade do Plioceno superior.
Resultou na junção das ecozonas Neotropical (grosso modo, a América do Sul) com a Neoártica (grosso modo, a América do Norte), dando origem definitiva às Américas. O intercâmbio é visível a partir da observação tanto da estratigrafia quanto da natureza (neontologia). Seu efeito mais dramático foi sobre a zoogeografia dos mamíferos, mas também possibilitou que aves ápteras, artrópodes, répteis, anfíbios e até mesmo peixes de água doce, migrassem.
Intercâmbios similares ocorreram anteriormente no Cenozoico, quando as massas terrestres antes isoladas da Índia e África fizeram contato com a Eurásia, cerca de 50 e 30 Ma atrás, respectivamente.

## Visão Tradicional
A visão tradicional é a de que esse evento massivo de intercâmbio teve início apenas com o fechamento do Istmo do Panamá, o que foi largamente baseado em evidências fósseis de grandes mamíferos. Houve uma ‘troca’ limitada de táxons nas duas direções, e algumas ocorreram antes do Istmo, isso porque a região do Panamá continha uma série de ilhas que surgiram por atividade vulcânica. Essa visão também sempre assumiu que o evento de dispersão foi sincrônico entre animais e plantas, considerando a falta de um corredor terrestre como uma barreira absoluta para migração. Os mamíferos começaram a migrar pela América Central por volta dos 12 Ma e os primeiros chegaram na América do Norte por volta de 9 Ma

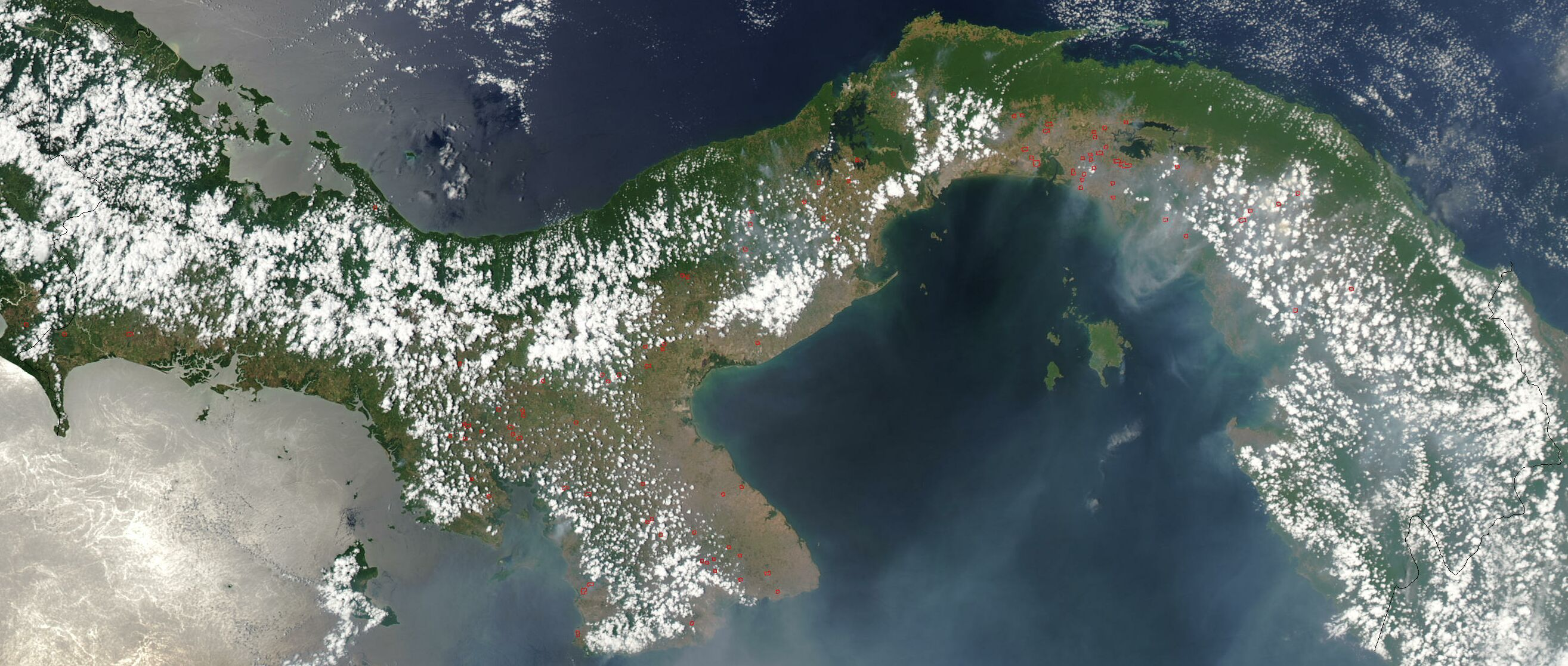
Imagem de satélite do Panamá, em março de 2003

## Novas visões
A visão de um evento dispersivo absolutamente sincrônico é cada vez mais deixada de lado, se mostrando como um artefato de amostragem. Evidências palinomórficas indicavam que  a flora da América do Norte e América do Sul eram distintas até o final do Terciário, com maiores semelhanças em desenvolvimento no Plio-Pleistoceno e, especialmente, no Pleistoceno. Em um estudo de filogenia datadas de 18 plantas e 54 de animais de clados do hemisfério sul, Sanmartı'n e Ronquist (2004) revelaram que as datas para as mesmas divergências geográficas eram mais velhos para os animais do que para as plantas. Num trabalho de meta-análise, Cody (2010) obteve dados que indicam que o intercâmbio de fauna e flora foi assincrônico, com a flora se intercambiando muito antes da fauna (com registros de 50 Ma) o que contrapôs dados obtidos anteriormente. Mesmo para animais, os dados mostravam que já havia ocorrido intercâmbio há cerca de 20 Ma. Esse trabalho contribui para uma nova visão do início do GABI, indicando que a barreira aquática não era absoluta, influenciando animais e plantas de maneiras diferentes e mostrando esse padrão geral de dispersão anterior das plantas. Os resultados indicavam uma das duas hipóteses: ou as plantas e os animais tiveram uma maior capacidade do que o esperado para dispersar sobre a água entre América do Sul e Central antes dos três Ma, ou, em alternativa, é plausível a ideia de uma conexão terrestre prévia, como a hipótese de Bermingham e Martin ( 1998) afirma.  Mesmo entre animais, as diferenças entre capacidades dispersoras também diferem. Barker (2007) mostrou que o intercâmbio do gênero de aves Campylorhynchus  ocorreu muito antes do fechamento do Istmo, há cerca de 8 Ma. A falta de dados para aves, um grupo com alta vagilidade, se deve principalmente a baixa capacidade de fossilização.
Um dado geológico que era pouco explorado foi a possibilidade de o istmo do Panamá ter se formado a partir de ilhas de origem vulcânica. Esta origem poderia ajudar a explicar um aumento ainda maior em relação à capacidade de dispersão, uma vez que as distâncias seriam bem menores com a presença destas ilhas. Este fenômeno é conhecido por dispersão via “stepping-stones” (ilhas em sequência formam “caminho” que propicia a ida de um indivíduo e/ou espécie de um local a outro).
Outro padrão pouco pesquisado anteriormente e melhor compreendido nos últimos anos é a presença de duas áreas biogeográficas na América do Sul: uma ao norte e outra ao sul do continente. Estas áreas possuem pouco intercâmbio de biota, o que sugere que espécies mais adaptadas à região sul não tiveram tantas oportunidades para atravessarem a América Central, seja antes ou depois da formação do istmo do Panamá. O mesmo se dá com espécies do Norte, que não devem ter conseguido chegar até regiões mais ao sul.

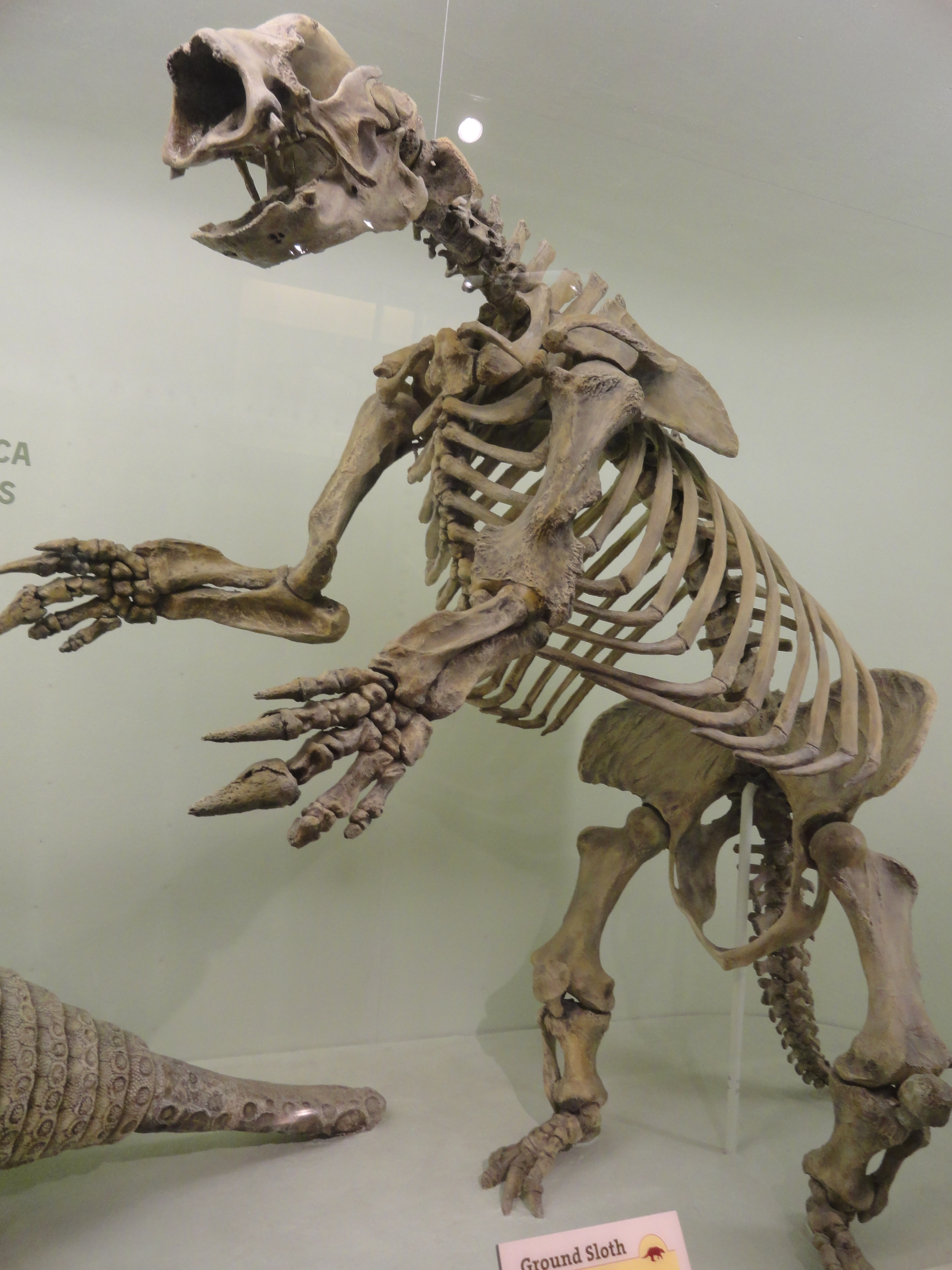
Megalonyx, a preguiça gigante. Museu de Zoologia Comparada, Harvard University

## Clima
Outros elementos presentes no canal do Panamá já estavam presentes na região da América Central antes mesmo do GABI. Nesse contexto, o clima tem peso maior nas dispersões pré-GABI. Apesar das condições geológicas permitirem um intercâmbio, ele não ocorreu até que as condições climáticas fossem adequadas. A mudança climática glacial impulsionou o desenvolvimento de ambientes semelhantes à savana na região do ístimo, entrando em contraste com as florestas tropicais ‘geradas’ no período interglacial. Os episódios de dispersão do GABI foram mais consistentes devido à prévia ocupação da região da savana. Pré-GABI, a diferença de diversidade sempre foi maior ao sul.
Notou-se que as espécies que migraram para o norte são de tamanho menor que os contemporâneos e mais generalistas e de metabolismos menos acelerados.

## Táxons Precursores à GABI
Um número pequeno de dispersões inter-americanas de mamíferos terrestres foi registrado antes do Plioceno nas Américas. Dentre eles, alguns grupos nativos das zonas temperadas da América do Norte se deram melhor nos cenários tropicais da Mesoamérica. Todas as faunas mamíferas do Mioceno da Mesoamérica apresentam características norte-americanas.
Há 3 razões pelas quais as aparências desses táxons sejam interpretadas como dispersões únicas e não como cruzamentos advindos da andança dos animais por uma vasta porção de terra: 1) o hiato de 6 milhões de anos durante o qual nenhuma travessia foi documentada sugere algum tipo de pulo entre as ilhas 2) preguiças e guaxinins flutuam e nadam (podem cruzar as ilhas pela água, não necessariamente por terra) 3) o número limitado de chegadas simultâneas nas duas direções (N e S) sustenta que nenhum tipo de canal surgiu entre 9 e 3 milhões de anos.
Hoje  sabe-se que a fauna de cada América apresentava grande diversidade antes do GABI. Oscilou algumas vezes durante as travessas mas estabilizou. O intercâmbio de espécies sugere que, depois do mútuo enriquecimento das faunas de ambos os subcontinentes, elas encontraram um limite para a diversidade; uma capacidade da fauna do continente de abrigar um grande número de grupos de mamíferos semelhantes.

## Por que os táxons do Norte foram bem sucedidos no Sul?
O sucesso nos imigrantes nortenhos na América do Sul representa um dos maiores exemplos de evolução rápida em grande escala. A hipótese mais provável é de que as espécies do norte tinham um longo histórico de “alcance” e dispersão, não só na América do Norte, mas na época da Eurásia. Devido ao isolamento após a fragmentação da Pangeia, o mesmo não ocorreu na América do Sul. Parte intrigante dessa desigualdade se baseia a presença de mamíferos carnívoros eficientes entre as áreas do norte. Em contraste, na América do Sul você só encontrava marsupiais, grupo que declinou muito antes do GABI. Parece evidente que as poucas espécies remanescentes de mamíferos carnívoros na América do Sul não tenham conseguido competir com os carnívoros vindos do norte. Além disso, os herbívoros sul-americanos não tinham qualquer experiência prévia com os carnívoros do porte dos da América do Norte, o que não contribuiu para a distribuição dessas populações.

### O histórico de sucesso da migração para o sul
O sucesso dos imigrantes do norte na América do Sul são bem documentados por paleontólogos nas zonas temperadas do continente. Esses esforços, no entanto, passam batido pela história de sucesso da conquista da América Central pelas espécies da fauna tropical da América do Sul. O “paradoxo da américa central”. envolve o período do Mioceno, em que a América Central era uma adjacência da América do Norte, bem separada da América do Sul. Fósseis encontrados na região do México, Honduras, El Salvador corroboram a falta de evidências de mamíferos terrestres provenientes da América do Sul. No entanto, hoje a América Central e o sul do México formam a fauna e a flora do domínio Neotropical; os grupos predominantes de mamíferos da América Central tiveram origem na Amazônia antes do surgimento da “ponte”. Estes eram grupos fortes da antiga e isolada fauna sul-americana.
Infelizmente, as fases de transição desse sucesso neotropical passam quase despercebidas pelos paleontólogos, que ou se dedicam a estudar o Mioceno (muito antes da formação das zonas neotropicais) ou estudam a fauna moderna (muito depois do episódio).

### Táxons que migraram para a América do Sul
- Smilodon (Tigre-Dente-de-Sabre)
- Alligatorines [11]
- Camelideos (Lama guanicoe, Vicugna vicugna, †Eulamaops, †Hemiauchenia, †Palaeolama)

### Táxons que migraram para a América Central
- Opiliões Gonyleptidae (Arachnida:Opiliones)
- Dendrobatidae (Anura)

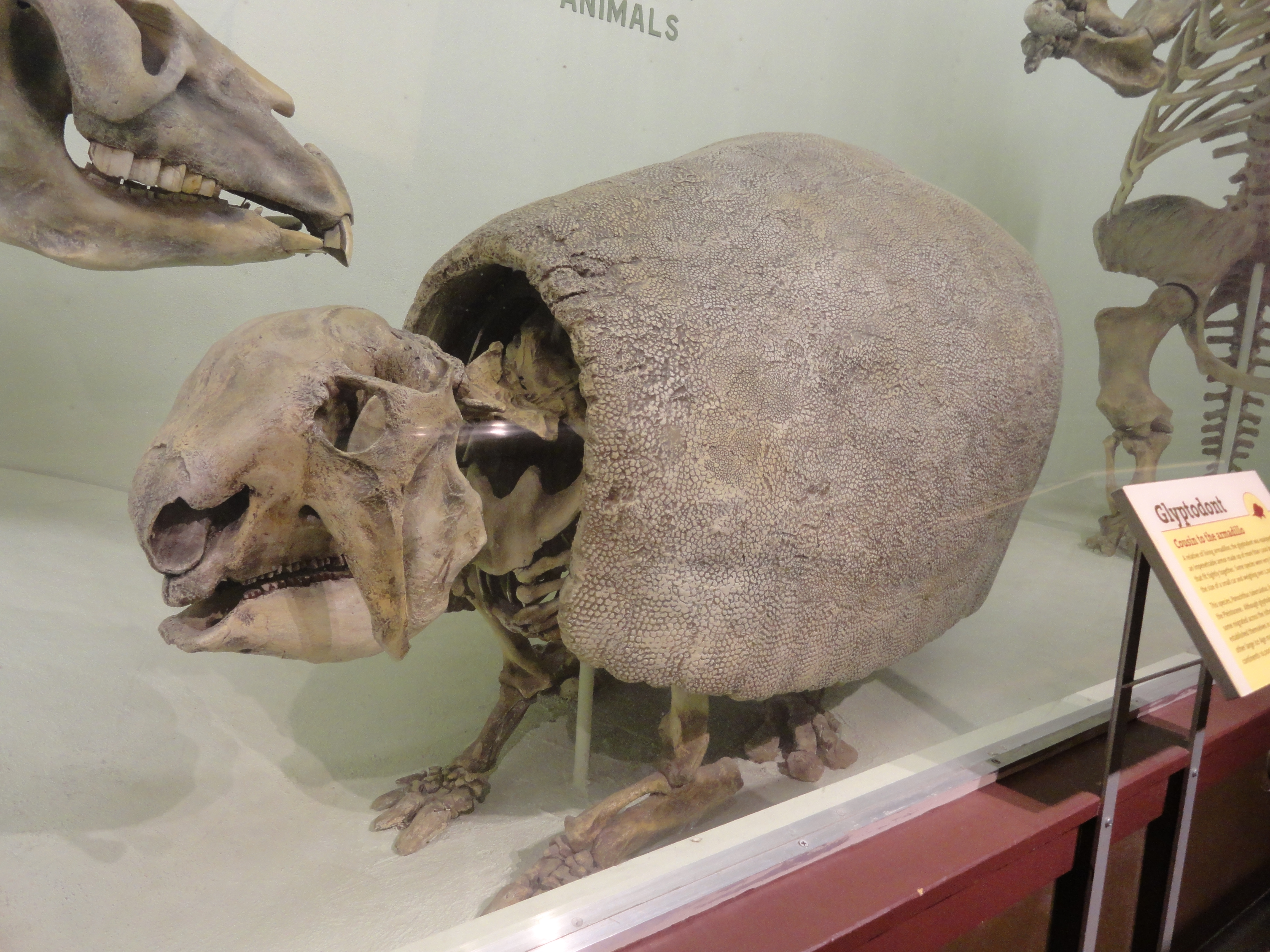
Gliptodonte- Panochthus tuberculatus. Essa espécie viveu na argentina durante o Pleistoceno. Apesar de muitos glyptodontes terem se originado na América do Sul, alguns migraram pelo Istmo do Panamá e se estabeleceram no Sul da América do Norte. Museu de Zoologia Comparada, Harvard University

Lista de táxons. In: Wikipedia. Disponível em:.<http://enwiki/Great_American_Interchange#cite_note-79>. Acesso em: 10 dez. 2012

### Táxons da América do Sul que se instalaram no sul da América do Norte
- Glyptodon; parentes dos armadilhos
- Capivaras
- Beija-flor(Trochilidae)
- Megalonichid, Preguiça Gigante(Megalonyx)